# Puchar Świata w biegach narciarskich 1993/1994
Sezon 1993/1994 Pucharu Świata w biegach narciarskich rozpoczął się 11 grudnia 1993 we włoskim mieście Santa Caterina. Ostatnie zawody z tego cyklu rozegrano 20 marca 1994 w kanadyjskim Thunder Bay.
Puchar Świata rozegrany został w 7 krajach i 8 miastach. Najwięcej zawodów zorganizowali Włosi, którzy 4 razy gościli najlepszych biegaczy narciarskich świata.
Obrońcą Pucharu Świata wśród mężczyzn był Norweg Bjørn Dæhlie, a wśród kobiet Rosjanka Lubow Jegorowa.
W tym sezonie w pucharze świata triumfowała Manuela Di Centa wśród kobiet oraz Władimir Smirnow wśród mężczyzn.

## Kalendarz i wyniki

### Mężczyźni
| 1.  | 11 grudnia 1993     | Santa Caterina | 30 km s. klasyczny                                         | Władimir Smirnow                                                             | Torgny Mogren                                                                    | Niklas Jonsson                                                                 |                                                            |                                                            |
| 2.  | 18 grudnia 1993     | Davos          | 15 km s. dowolny                                           | Bjørn Dæhlie                                                                 | Vegard Ulvang                                                                    | Torgny Mogren                                                                  |                                                            |                                                            |
| 3.  | 19 grudnia 1993     | Davos          | Sztafeta 4 × 10 km                                         | Norwegia Sture Sivertsen · Vegard Ulvang · Thomas Alsgaard · Bjørn Dæhlie    | Rosja Andriej Kiriłłow · Igor Badamszyn · Michaił Botwinow · Aleksiej Prokurorow | Finlandia Jari Isometsä · Harri Kirvesniemi · Jukka Hartonen · Mika Myllylä    |                                                            |                                                            |
| 4.  | 21 grudnia 1993     | Dobbiaco       | 10 km s. klasyczny                                         | Władimir Smirnow                                                             | Jari Isometsä                                                                    | Sture Sivertsen                                                                |                                                            |                                                            |
| 5.  | 22 grudnia 1993     | Dobbiaco       | 15 km s. dowolny                                           | Władimir Smirnow                                                             | Silvio Fauner                                                                    | Bjørn Dæhlie                                                                   |                                                            |                                                            |
| 6.  | 9 stycznia 1994     | Kawgołowo      | 15 km s. klasyczny                                         | Władimir Smirnow                                                             | Bjørn Dæhlie                                                                     | Mika Myllylä                                                                   |                                                            |                                                            |
| 7.  | 15 stycznia 1994    | Oslo           | 15 km s. dowolny                                           | Władimir Smirnow                                                             | Bjørn Dæhlie                                                                     | Mika Myllylä                                                                   |                                                            |                                                            |
| 8.  | 16 stycznia 1994    | Oslo           | Sztafeta 4 x 10 km                                         | Finlandia Jari Räsänen · Jukka Hartonen · Mika Myllylä · Jari Isometsä       | Włochy Silvano Barco · Gianfranco Polvara · Giorgio Vanzetta · Silvio Fauner     | Norwegia Egil Kristiansen · Vegard Ulvang · Bjørn Dæhlie · Thomas Alsgaard     |                                                            |                                                            |
| ZIO | 12 - 27 lutego 1994 | Lillehammer    | Biegi narciarskie na Zimowych Igrzyskach Olimpijskich 1994 | Biegi narciarskie na Zimowych Igrzyskach Olimpijskich 1994                   | Biegi narciarskie na Zimowych Igrzyskach Olimpijskich 1994                       | Biegi narciarskie na Zimowych Igrzyskach Olimpijskich 1994                     | Biegi narciarskie na Zimowych Igrzyskach Olimpijskich 1994 | Biegi narciarskie na Zimowych Igrzyskach Olimpijskich 1994 |
| 9.  | 14 lutego 1994      | Lillehammer    | 30 km s. dowolny                                           | Thomas Alsgaard                                                              | Bjørn Dæhlie                                                                     | Mika Myllylä                                                                   |                                                            |                                                            |
| 10. | 17 lutego 1994      | Lillehammer    | 10 km s. klasyczny                                         | Bjørn Dæhlie                                                                 | Władimir Smirnow                                                                 | Marco Albarello                                                                |                                                            |                                                            |
| 11. | 19 lutego 1994      | Lillehammer    | 15 km pościgowy s. dowolny                                 | Bjørn Dæhlie                                                                 | Władimir Smirnow                                                                 | Silvio Fauner                                                                  |                                                            |                                                            |
| 12. | 22 lutego 1994      | Lillehammer    | Sztafeta 4 × 10 km                                         | Włochy Maurilio De Zolt · Marco Albarello · Giorgio Vanzetta · Silvio Fauner | Norwegia Sture Sivertsen · Vegard Ulvang · Thomas Alsgaard · Bjørn Dæhlie        | Finlandia Mika Myllylä · Harri Kirvesniemi · Jari Räsänen · Jari Isometsä      |                                                            |                                                            |
| 13. | 27 lutego 1994      | Lillehammer    | 50 km s. klasyczny                                         | Władimir Smirnow                                                             | Mika Myllylä                                                                     | Sture Sivertsen                                                                |                                                            |                                                            |
| 14. | 4 marca 1994        | Lahti          | Sztafeta 4 x 10 km                                         | Finlandia Sami Repo · Harri Kirvesniemi · Jari Räsänen · Jari Isometsä       | Norwegia Kristen Skjeldal · Anders Eide · Egil Kristiansen · Thomas Alsgaard     | Finlandia II Kuisma Taipale · Mika Kuusisto · Karri Hietamäki · Sami Heiskanen |                                                            |                                                            |
| 15. | 5 marca 1994        | Lahti          | 15 km s. dowolny                                           | Władimir Smirnow                                                             | Bjørn Dæhlie                                                                     | Anders Bergström                                                               |                                                            |                                                            |
| 16. | 12 marca 1994       | Falun          | 30 km s. klasyczny                                         | Harri Kirvesniemi                                                            | Mika Myllylä                                                                     | Sture Sivertsen                                                                |                                                            |                                                            |
| 17. | 13 marca 1994       | Falun          | Sztafeta 4 x 10 km                                         | Norwegia Sture Sivertsen · Erling Jevne · Vegard Ulvang · Bjørn Dæhlie       | Włochy Silvano Barco · Maurilio De Zolt · Giorgio Vanzetta · Silvio Fauner       | Szwecja Anders Bergström · Torgny Mogren · Lars Håland · Henrik Forsberg       |                                                            |                                                            |
| 18. | 19 marca 1994       | Thunder Bay    | 50 km s. dowolny                                           | Aleksiej Prokurorow                                                          | Hervé Balland                                                                    | Silvano Barco                                                                  |                                                            |                                                            |
| 19. | 20 marca 1994       | Thunder Bay    | Sztafeta 4 x 10 km                                         | Norwegia Krister Sørgård · Vegard Ulvang · Bjørn Dæhlie · Thomas Alsgaard    | Finlandia                                                                        | Szwecja                                                                        |                                                            |                                                            |

### Kobiety
| 1.  | 11 grudnia 1993     | Santa Caterina | 5 km s. klasyczny                                          | Jelena Välbe                                                                       | Lubow Jegorowa                                                                        | Stefania Belmondo                                                                       |                                                            |                                                            |
| 2.  | 12 grudnia 1993     | Santa Caterina | Sztafeta 4 × 5 km                                          | Rosja Swietłana Nagiejkina · Łarisa Łazutina · Nina Gawriluk · Jelena Välbe        | Finlandia Pirkko Määttä · Marja-Liisa Kirvesniemi · Tuulikki Pyykkönen · Marjut Rolig | Norwegia Trude Dybendahl · Marit Wold · Elin Nilsen · Inger Helene Nybråten             |                                                            |                                                            |
| 3.  | 18 grudnia 1993     | Davos          | 10 km s. dowolny                                           | Jelena Välbe                                                                       | Stefania Belmondo                                                                     | Manuela Di Centa                                                                        |                                                            |                                                            |
| 4.  | 21 grudnia 1993     | Dobbiaco       | 15 km s. klasyczny                                         | Manuela Di Centa                                                                   | Lubow Jegorowa                                                                        | Jelena Välbe                                                                            |                                                            |                                                            |
| 5.  | 22 grudnia 1993     | Dobbiaco       | Sztafeta 4 x 5 km                                          | Rosja Łarisa Łazutina · Olga Daniłowa · Lubow Jegorowa · Jelena Välbe              | Włochy Guidina Dal Sasso · Stefania Belmondo · Gabriella Paruzzi · Manuela Di Centa   | Norwegia Inger Helene Nybråten · Inger Lise Hegge · Marit Wold · Elin Nilsen            |                                                            |                                                            |
| 6.  | 8 stycznia 1994     | Kawgołowo      | 10 km s. klasyczny                                         | Lubow Jegorowa                                                                     | Marja-Liisa Kirvesniemi                                                               | Jelena Välbe                                                                            |                                                            |                                                            |
| 7.  | 15 stycznia 1994    | Oslo           | 15 km s. dowolny                                           | Lubow Jegorowa                                                                     | Manuela Di Centa                                                                      | Natalja Martynowa                                                                       |                                                            |                                                            |
| 8.  | 16 stycznia 1994    | Oslo           | Sztafeta 4 x 5 km                                          | Rosja Swietłana Nagiejkina · Jelena Välbe · Natalja Martynowa · Lubow Jegorowa     | Włochy Bice Vanzetta · Gabriella Paruzzi · Manuela Di Centa · Stefania Belmondo       | Norwegia Anita Moen · Elin Nilsen · Marit Wold · Trude Dybendahl                        |                                                            |                                                            |
| ZIO | 12 - 27 lutego 1994 | Lillehammer    | Biegi narciarskie na Zimowych Igrzyskach Olimpijskich 1994 | Biegi narciarskie na Zimowych Igrzyskach Olimpijskich 1994                         | Biegi narciarskie na Zimowych Igrzyskach Olimpijskich 1994                            | Biegi narciarskie na Zimowych Igrzyskach Olimpijskich 1994                              | Biegi narciarskie na Zimowych Igrzyskach Olimpijskich 1994 | Biegi narciarskie na Zimowych Igrzyskach Olimpijskich 1994 |
| 9.  | 14 lutego 1994      | Lillehammer    | 15 km s. dowolny                                           | Manuela Di Centa                                                                   | Lubow Jegorowa                                                                        | Nina Gawriluk                                                                           |                                                            |                                                            |
| 10. | 17 lutego 1994      | Lillehammer    | 5 km s. klasyczny                                          | Lubow Jegorowa                                                                     | Manuela Di Centa                                                                      | Marja-Liisa Hämäläinen                                                                  |                                                            |                                                            |
| 11. | 19 lutego 1994      | Lillehammer    | 10 km pościgowy s. dowolny                                 | Lubow Jegorowa                                                                     | Manuela Di Centa                                                                      | Stefania Belmondo                                                                       |                                                            |                                                            |
| 12. | 22 lutego 1994      | Lillehammer    | Sztafeta 4 × 5 km                                          | Rosja Jelena Välbe · Łarisa Łazutina · Nina Gawriluk · Lubow Jegorowa              | Norwegia Trude Dybendahl · Inger Helene Nybråten · Elin Nilsen · Anita Moen           | Włochy Bice Vanzetta · Manuela Di Centa · Gabriella Paruzzi · Stefania Belmondo         |                                                            |                                                            |
| 13. | 27 lutego 1994      | Lillehammer    | 30 km s. klasyczny                                         | Manuela Di Centa                                                                   | Marit Mikkelsplass                                                                    | Marja-Liisa Hämäläinen                                                                  |                                                            |                                                            |
| 14. | 4 marca 1994        | Lahti          | Sztafeta 4 x 5 km                                          | Norwegia Anita Moen · Inger Helene Nybråten · Marit Mikkelsplass · Trude Dybendahl | Rosja Swietłana Nagiejkina · Łarisa Łazutina · Nina Gawriluk · Lubow Jegorowa         | Finlandia I Marjut Rolig · Tuulikki Pyykkönen · Merja Lahtinen · Marja-Liisa Hämäläinen |                                                            |                                                            |
| 15. | 6 marca 1994        | Lahti          | 30 km s. dowolny                                           | Manuela Di Centa                                                                   | Lubow Jegorowa                                                                        | Stefania Belmondo                                                                       |                                                            |                                                            |
| 16. | 12 marca 1994       | Falun          | 10 km s. dowolny                                           | Manuela Di Centa                                                                   | Jelena Välbe                                                                          | Trude Dybendahl                                                                         |                                                            |                                                            |
| 17. | 13 marca 1994       | Falun          | Sztafeta 4 x 5 km                                          | Rosja Swietłana Nagiejkina · Łarisa Łazutina · Nina Gawriluk · Lubow Jegorowa      | Norwegia Anita Moen · Inger Helene Nybråten · Marit Mikkelsplass · Trude Dybendahl    | Szwecja Anna Frithioff · Marie-Helene Westin · Antonina Ordina · Lis Frost              |                                                            |                                                            |
| 18. | 19 marca 1994       | Thunder Bay    | 5 km s. klasyczny                                          | Łarisa Łazutina                                                                    | Inger Helene Nybråten                                                                 | Swietłana Nagiejkina                                                                    |                                                            |                                                            |
| 19. | 20 marca 1994       | Thunder Bay    | 10 km s. dowolny                                           | Manuela Di Centa                                                                   | Łarisa Łazutina                                                                       | Lubow Jegorowa                                                                          |                                                            |                                                            |

## Klasyfikacje

### Mężczyźni
| Lp. | Zawodnik            | Punkty |
| 1.  | Władimir Smirnow    | 830    |
| 2.  | Bjørn Dæhlie        | 680    |
| 3.  | Jari Isometsä       | 442    |
| 4.  | Mika Myllylä        | 430    |
| 5.  | Silvio Fauner       | 412    |
| 6.  | Vegard Ulvang       | 346    |
| 7.  | Thomas Alsgaard     | 326    |
| 8.  | Torgny Mogren       | 316    |
| 9.  | Aleksiej Prokurorow | 294    |
| 10. | Sture Sivertsen     | 289    |

### Kobiety
| Lp.   | Zawodniczka             | Punkty |
| 1.    | Manuela Di Centa        | 790    |
| 2.    | Lubow Jegorowa          | 740    |
| 3.    | Jelena Välbe            | 570    |
| 4.    | Stefania Belmondo       | 481    |
| 5.    | Łarisa Łazutina         | 458    |
| 6.    | Inger Helene Nybråten   | 362    |
| 7.    | Nina Gawriluk           | 356    |
| 8.    | Trude Dybendahl         | 319    |
| 9.    | Marja-Liisa Kirvesniemi | 264    |
| 10.   | Marit Mikkelsplass      | 247    |
| . . . |                         |        |
| 33.   | Małgorzata Ruchała      | 50     |
| 40.   | Bernadetta Bocek        | 22     |
| 51.   | Dorota Kwaśny           | 12     |
| 63.   | Halina Nowak            | 6      |
| 66.   | Michalina Maciuszek     | 4      |

## Wyniki Polaków

### Kobiety
| Zawodniczka         | Santa Caterina 11.12 | Davos 18.12 | Dobbiaco 21.12 | Kawgołowo 8.01 | Oslo 15.01 | Lillehammer IO 13.02 | Lillehammer IO 15.02 | Lillehammer IO 17.02 | Lillehammer IO 24.02 | Lahti 6.03 | Falun 12.03 | Thunder Bay 19.03 | Thunder Bay 20.03 |
| ------------------- | -------------------- | ----------- | -------------- | -------------- | ---------- | -------------------- | -------------------- | -------------------- | -------------------- | ---------- | ----------- | ----------------- | ----------------- |
| Małgorzata Ruchała  | 26                   | 32          | 26             | -              | -          | -                    | -                    | 14                   | 16                   | -          | 25          | -                 | -                 |
| Bernadeta Bocek     | 47                   | -           | 51             | -              | -          | 18                   | 31                   | 22                   | 34                   | -          | -           | -                 | -                 |
| Dorota Kwaśny       | 62                   | 41          | 71             | -              | -          | 22                   | 38                   | 28                   | -                    | -          | -           | -                 | -                 |
| Michalina Maciuszek | 64                   | 63          | 27             | -              | -          | 40                   | -                    | -                    | 31                   | -          | -           | -                 | -                 |
| Halina Nowak        | 73                   | -           | -              | -              | -          | 25                   | 58                   | -                    | -                    | -          | -           | -                 | -                 |

### Mężczyźni
| Zawodnik           | Santa Caterina 11.12 | Davos 18.12 | Dobbiaco 21.12 | Dobbiaco 22.12 | Kawgołowo 9.01 | Oslo 15.01 | Trondheim IO 14.02 | Trondheim IO 17.02 | Trondheim IO 19.02 | Trondheim IO 27.02 | Lahti 5.03 | Falun 12.03 | Thunder Bay 19.03 |
| ------------------ | -------------------- | ----------- | -------------- | -------------- | -------------- | ---------- | ------------------ | ------------------ | ------------------ | ------------------ | ---------- | ----------- | ----------------- |
| Ryszard Łabaj      | 84                   | 106         | 115            | -              | -              | -          | -                  | -                  | -                  | -                  | -          | -           | -                 |
| Wiesław Cempa      | 99                   | 104         | 112            | -              | -              | -          | -                  | -                  | -                  | -                  | -          | -           | -                 |
| Andrzej Piotrowski | -                    | 74          | 94             | 93             | -              | -          | -                  | -                  | -                  | -                  | -          | -           | -                 |